# Douchy (Loiret)
Douchy település Franciaországban, Loiret megyében. Lakosainak száma 910 fő (2018. január 1.). Douchy Montcorbon, Fontenouilles, Chêne-Arnoult, Dicy és Triguères községekkel határos.

## Népesség
A település népességének változása:
| Lakosok száma | 906  | 883  | 829  | 982  | 956  | 991  | 1047 | 1472 | 918  | 910  |
|               | 1962 | 1968 | 1975 | 1990 | 1999 | 2008 | 2013 | 2016 | 2017 | 2018 |